# COSMO-SkyMed de seconde génération
Pour les articles homonymes, voir CSG.
COSMO-SkyMed de seconde génération ou CSG, (abréviation de l'anglais : COnstellation of small Satellites for the Mediterranean basin Observation, en français constellation de petits satellites pour l'observation du bassin méditerranéen), est une constellation de satellites de reconnaissance par radar spatial développé par les ministères italiens de la Recherche et ministère de la Défense sous la maîtrise d'ouvrage de l'Agence spatiale italienne (ASI) qui doit prendre la suite de la première génération de satellites d'observation radar italien COSMO-SkyMed. À usage à la fois civil et militaire, les satellites fournissent une image ayant une résolution spatiale maximale de 80 cm.

## Historique du projet et déroulement du programme
Le gouvernement italien diffère pour des raisons budgétaires le remplacement de sa constellation de satellites d'observation de la Terre radar COSMO-SkyMed lancés entre 2007 et 2010. Celle-ci est à l'époque est toujours opérationnelle mais la durée de vie théorique des satellites (5 ans) est dépassée. Finalement en septembre 2015, faute de moyens financiers, l'Italie passe commande auprès de Thales Alenia Space (Italie) de seulement deux satellites (contre 4 pour la génération précédente) destinés à assurer leur relève et disposant de capacités améliorées.
Le lancement du premier satellite a été effectué depuis le Centre spatial guyanais de Kourou le 18 décembre 2019 par un lanceur Soyouz (en compagnie du satellite CHEOPS) et le second est initialement planifié pour 2020 avec le lanceur léger européen Vega C. Cependant, à la suite des retards de développement de ce lanceur, en partie causés par les deux échecs de Vega en 2019 et 2020 et la pandémie de Covid-19, l'ASI sélectionne le lanceur américain Falcon 9 pour ce second satellite. Le tir a lieu avec succès le 31 janvier 2022 depuis le Centre spatial Kennedy, après quatre reports successifs causés par les mauvaises conditions météorologiques et la présence du paquebot Harmony of the Seas dans la zone d'exclusion,.
En décembre 2020, le gouvernement italien commande deux satellites supplémentaires, qui doivent être construits par Thales Alenia Space, pour des lancements en 2024 et 2025.

## Caractéristiques techniques des satellites
Chacun des satellites est placé sur une orbite héliosynchrone. Les deux premiers satellites circulent sur la même plan orbital à l'altitude de 619 km avec une inclinaison orbitale de 97,86° et une période orbitale de 97,0 minutes. Déphasés de 180°, ils circulent sur une orbite de crépuscule (6 heures).
Les satellites CSG présentent des caractéristiques améliorées par rapport à la génération précédente. La durée de vie augmente grâce à une quantité d'ergols emportée plus importante. Elle est prévue pour 7 ans. La puissance électrique maximale passe de 14 kW à 18,6 kW pour alimenter une version plus puissante du radar à balayage électronique qui malgré la réduction de la taille de son antenne (7,5 m² contre 8 m²) permet une résolution spatiale plus importante en emportant 2 560 éléments contre 1 280 pour la génération précédente. La mémoire de masse passe de 300 à 1 530 gigabits.

### Plate-forme
Les satellites ont une masse de 2 230 kg et utilisent une plate-forme PRIMA, développée par Thales Alenia Space, stabilisée sur 3 axes. Les deux panneaux solaires orientables permettent de fournir en pic 18,6 kW à 65 V DC. Pour contrôler son orientation, le satellite utilise des gyromètres, capteurs solaires et des viseurs d'étoiles, 4 roues de réaction et 3 magnéto-coupleurs. Le système de contrôle d'attitude permet d'incliner l'axe du satellite vers la droite ou la gauche pour des prises de vue latérale en moins de 4 minutes stabilisation comprise. Le contrôle de l'orbite et la désaturation des roues de réaction est réalisée à l'aide de 6 moteurs-fusées à ergols liquides brûlant de l'hydrazine. Pour allonger sa durée de vie, le satellite emporte 150 kg d'ergols. L'ordinateur de bord est construit autour d'un microprocesseur Leon 3. La mémoire de masse permet d'enregistrer 2,4 gigabits par seconde et dispose d'une capacité de stockage de 1 530 gigabits. Le taux de transfert des données vers les segment sol est de 560 mégabits/s.

### Charge utile
La charge utile est constitué par un radar à synthèse d'ouverture SAR-2000 Seconde Génération fonctionnant en bande X (9,6 GHz) qui constitue une évolution du radar SAR-2000 utilisé par les satellites COSMO-SkyMed de première génération. Ce radar utilise une antenne réseau à commande de phase d'une superficie de 7,5 m² comprenant 2 560 éléments. Celui-ci permet de réaliser à des fins militaires des gros plans avec une très haute résolution élevée (mode Spotlight) et pour de nombreuses applications civiles toute une gamme de produits depuis des images détaillées sur des surfaces réduites en double polarisation (mode Spotlight 2) jusqu'aux images de surface de grande taille à résolution réduite c'est-à-dire supérieure à 4 mètres (mode ScanSAR) en passant par des images à moyenne résolution (3 mètres) en polarisation double.

### Performances
Le radar peut être utilisé en plusieurs modes. La résolution spatiale est comprise entre 80 x 80 centimètres et 6 x 20 mètres. Les principaux modes sont les suivants :
- Spotlight : très haute résolution pour le renseignement militaire (performances inconnues).
- Spotlight 2 : chaque image est de 10 x 10 km avec une résolution spatiale atteignant 80 cm en simple polarisation et 1 mètre avec une double polarisation.
- Stripmap : une image de 40 x 2 500 km est prise en double polarisation avec une résolution de 3 mètres.
- ScanSAR : une image de 100 x 2 500 km est prise en double polarisation avec une résolution de 4 mètres.

## Segment sol et coopération
Le segment sol est pris en charge par la société Telespazio.
En 2015, la Pologne décide d'acquérir des stations terriennes lui permettant d'accéder aux données fournies par les deux générations de satellite.
Côté français, dans le cadre de la poursuite de la coopération avec l'Italie dans le domaine de l'observation initiée par l'accord de Turin, il est développé une couche permettant l'interopérabilité (CIL) des segments sol des futurs satellites d’observation français (CSO) et italien (CSG). La conduite de ce programme CIL est confiée à l'organisation conjointe de coopération en matière d'armement (OCCAr) et la réalisation à un consortium rassemblant Airbus Defence and Space, Thales Alenia Space (France) et Thales Alenia Space (Italie).